# Gare de Gemmenich
La gare de Gemmenich est une ancienne gare ferroviaire belge de la ligne 39, de Welkenraedt à Botzelaer (fermée) située à Gemmenich, section de la commune de Plombières, dans la province de Liège en Région wallonne, à proximité de la triple frontière commune à la Belgique, l'Allemagne et les Pays-Bas.

## Situation ferroviaire
La gare de Gemmenich était établie au point kilométrique (PK) 17,1 de la ligne 39, de Welkenraedt à Botzelaer entre la gare de Plombières et la halte de Botzelaer.

## Histoire
L'arrêté royal du 26 juin 1869 attribue à M. Rémy Paquot la concession d'un chemin de fer de Welkenraedt à la frontière de Prusse via Moresnet et Bleyberg (Plombières), prolongé par une ligne venant d'Aix-la-Chapelle franchissant la frontière dans un tunnel non loin de Gemmenich.
La section de Welkenraedt à Bleyberg est mise en service en premier, le 7 décembre 1870 ; le reste de la ligne ouvre finalement le 29 juillet 1872.
Bien qu'on eut pu espérer implanter à Gemmenich la dernière gare avant la frontière, où se serait exercé le contrôle douanier des marchandises, c'est finalement la gare de Plombières qui se voit attribuer cette fonction, le terrain étant plus propice pour y installer des voies de garage en palier. Ce choix a une conséquence néfaste pour Gemmenich mais aussi pour la commune hollandaise de Vaals, se trouvant à moins de 3 km, car les règlements interdissent la créations d'arrêt entre la gare frontalière et la frontière. Cette situation n'était pas non plus idéale pour le contrôle douanier, si éloigné de la frontière, ce qui imposait d'escorter les trains entre la frontière et la gare.
En 1886, le Gouvernement accepte finalement la création d'une halte provisoire dans la montée à la sortie de Gemmenich où le service des douanes pourra être déplacé. Implanté près du passage à niveau, le premier bâtiment est constitué de trois caisses de wagons dont les roues ont été enlevées sur place. En 1895, un bâtiment en dur est construit,. Il est par la suite agrandi et une cabine de signalisation est bâtie. D'abord réservée aux voyageurs et bagages, elle accepte les marchandises depuis 1899 ; ce service prend une part croissante d'où une série d'adaptations réalisées jusqu'en 1913.
La ligne 24, de Tongres à Visé et à la frontière allemande, envisagée tout au long du XIXe siècle et finalement réalisée par l'occupant de 1914 à 1917, enlève aux lignes 38 et 39 l'essentiel de leur trafic marchandises ; l'épuisement des gisements de Plombières fera le reste. Cette ligne aboutit à 1 km de là, réemployant le tunnel de 1872 pour pénétrer en Allemagne. À partir de 1931, la SNCB remplace certains trains de voyageurs par des autobus.
À la fin de la Seconde Guerre mondiale, les voies de communications de la région sont endommagées par les alliés ainsi que l'occupant en retraite. La ligne 39 n'ayant plus qu'un intérêt limité, Gemmenich devient une gare terminus où ne circulent que des trains de voyageurs jusqu'au 18 mai 1952. La ligne 39 est démantelée entre Plombières et Gemmenich en octobre 1957. La gare voisine de Botzelaer sur la ligne 24 a quant à elle fermé aux voyageurs dès la fin du conflit.

### Patrimoine ferroviaire

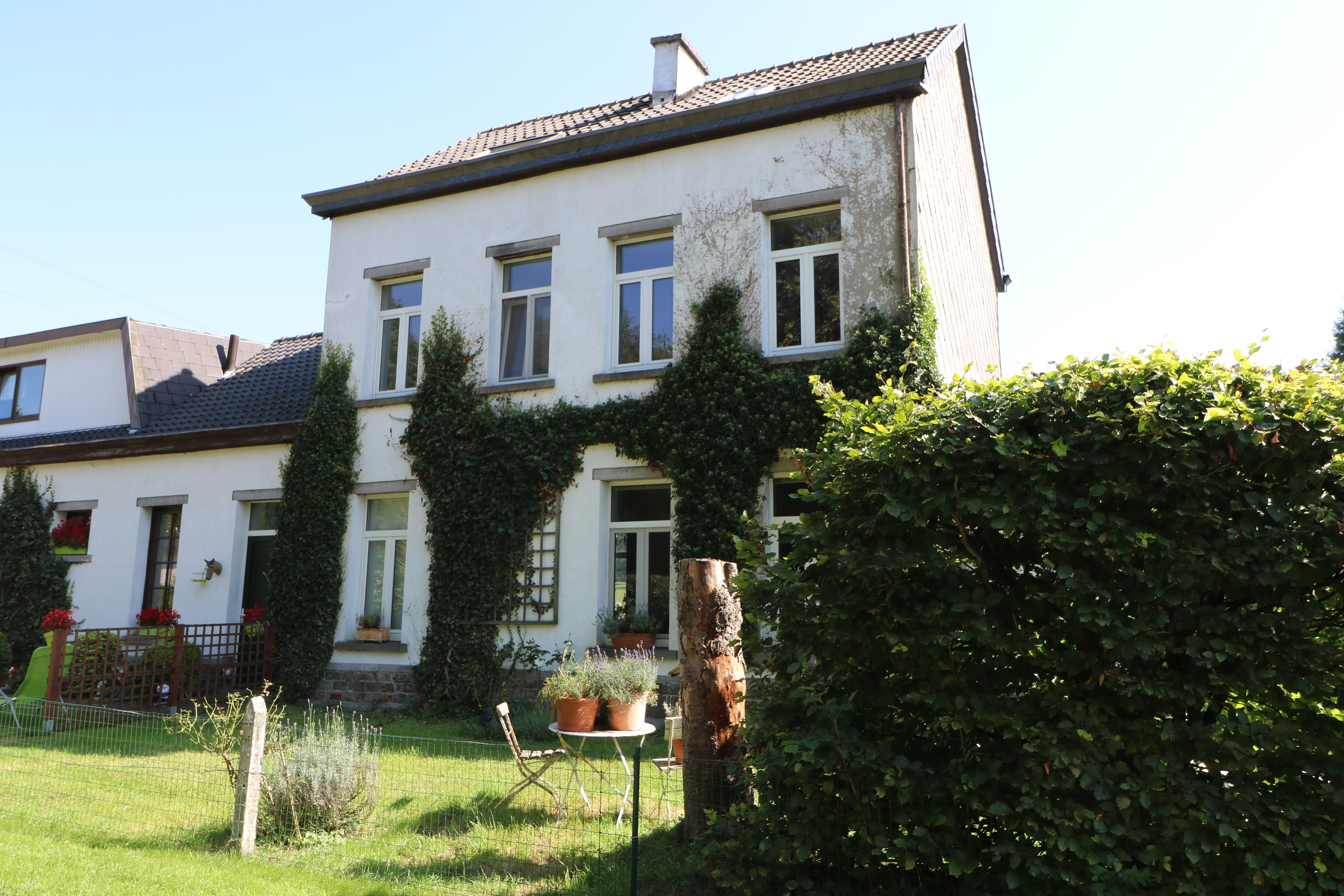
Ancien corps de logis.

Le bâtiment des recettes datant de 1895 a été revendu à un particulier après son abandon, modernisé et aménagé en logements, tout comme l'ancienne maison de garde-barrière.
Il correspond au plan type 1893 des Chemins de fer de l'État belge, dans une version à la façade dépouillée. L'aile principale était longue de six travées à l'origine avant d'être allongée avec deux travées supplémentaires.
Un chemin RAVeL a été créé sur une partie de la ligne 39 en direction de Plombières ; il s'interrompt en direction de la frontière.